# Joël Séria
Joël Séria, de nom Joël Pierre Emile Lichtlé, (Angers, Maine-et-Loire, França, 13 d'abril de 1936), és un guionista, director de cinema, actor i novel·lísta francès. Casat amb l'actriu Jeanne Goupil, és el pare de l'actriu Prune Lichtlé.

## Biografia
El primer llargmetratge de Joël Séria, Mais ne nous délivrez pas du mal, amb Jeanne Goupil i Catherine Wagener, s'estrena el 1970. Tot i que fou prohibit en la seva estrena, s'ha acabat guanyant un estatus de film de culte.
La seva pel·lícula més famosa, Les Galettes de Pont-Aven, que posa en escena a « la ciutat dels pintors » personatges acolorits encarnats per Jean-Pierre Marielle, Bernard Fresson, Andréa Ferréol i Dominica Lavanant, ha eclipsat poc la resta de la seva obra amb el gran públic.
Dirigeix el 1981 una adaptació de la sèrie policíaca San-Antonio titulada San-Antonio ne pense qu'a ça on Philippe Gasté té el paper principal.
Des de finals dels anys 1980, Joël Séria treballa per a la televisió, signant sobretot la direcció de diversos episodis de la sèrie Nestor Burma.
El 1987, reuneix Jean-Pierre Marielle (del qual és la quarta col·laboració per a Séria) i Jean Carmet en Les Deux Crocodiles, un road-movie rodat entre Saumur i Quimper.
El 2014, ha estat filmant per a l'antologia cinematogràfica Cinematon de Gérard Courant. És el número 2825 de la col·lecció.

## Filmografia
filmografia:

### Cinema
director
- 1969: Shadow (curt)
- 1970: Mais ne nous délivrez pas du mal
- 1973: Charlie et ses deux nénettes
- 1975: Els pintors de Pont-Aven (Les Galettes de Pont-Aven)
- 1976: Marie-poupée
- 1977: Comme la lune
- 1981: San-Antonio ne pense qu'à ça
- 1987: Les Deux Crocodiles
- 2010: Mumu

### Televisió
director
- 1986: Per venger Pépère (Telefilm, Sèrie negra)
- 1987: Le Salon du prêt à saigner (Telefilm, sèrie negra)
- 1988: Gueule d'Arnaque (Telefilm,sèrie negra)
- 1989: Steffie ou la vie a mi-temps
- 1991: Des kilomètres de linceuls (Sèrie Nestor Burma)
- 1992: Burma court la poupée (Sèrie Nestor Burma)
- 1994: Le Raisin d'or
- 1994: Le cinquième procédé (Sèrie Nestor Burma)
- 1995: Le JAP 7 (Sèrie le Jap)
- 1996: Drôle d'épreuve per Nestor Nurma (Sèrie Nestor Burma)
- 1997: Chaudemanche pere et fils (Unitaire)
- 1998: Léopold

actor
- 1962: L'inspector Leclerc enquête de Yannick Andreï, episodi: Les Gangsters
- 2006: Jean Gourguet, artisan du mélodrama du film, documental de Christophe Bier: ell mateix
- 2011: Marco Perrin, documental de Jérémy Kaplan: ell mateix
- 2014: Cinematon #2825 de Gérard Courant: ell mateix.

## Teatre
actor
- 1958: Procès a Jésus de Diego Fabbri, posada en escena Marcelle Tassencourt, Teatre Hébertot, Teatre des Célestins